# Jaderná zbraň

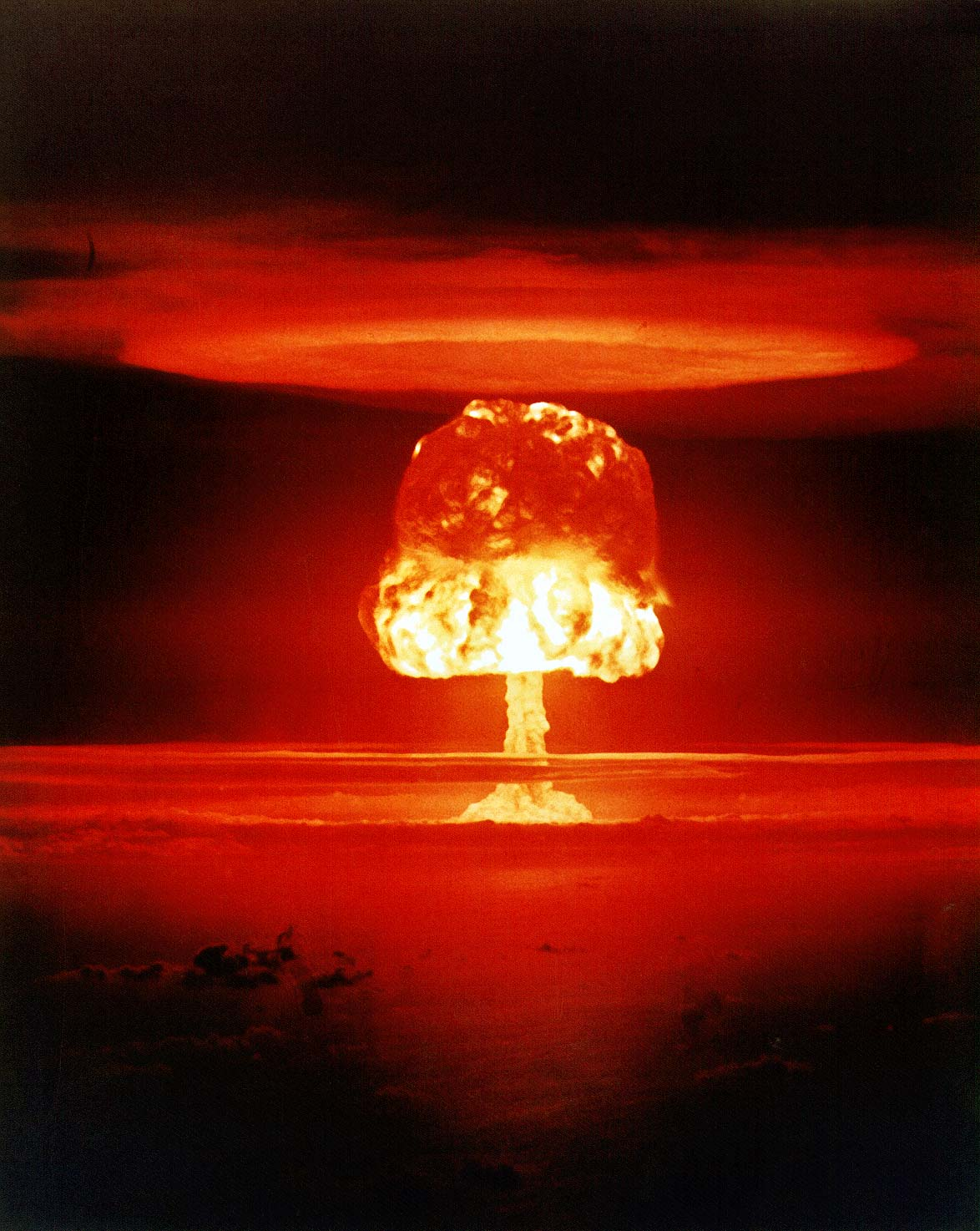
Jaderný test „Romeo“ (o síle 11 megatun ekvivalentu TNT) 27. března 1954 na atolu Bikini

Jaderná zbraň (nepřesně atomová zbraň) je zbraň hromadného ničení, založená na principu neřízené štěpné řetězové reakce těžkých prvků – zejména uranu-235 a plutonia-239. Mezi jaderné zbraně se dále řadí zbraně založené na slučování jader lehkých prvků – termonukleární zbraně. Třetím typem je tzv. špinavá jaderná bomba. Ta využívá radioaktivního materiálu a rozbušky, která jej rozmetá po okolí. Zde nedochází k jaderné reakci, ale zasažené území je radioaktivně zamořeno.
Jaderná zbraň má podobu jaderné bomby nesené strategickým bombardérem nebo jaderné hlavice nesené balistickou raketou. Státy disponující jadernými zbraněmi a schopností je vyrábět se nazývají jaderné velmoci. Jediné vojenské použití jaderných zbraní v historii je bombardování Hirošimy a Nagasaki v roce 1945. Kvůli obavám z ničivých důsledků jaderné války včetně zaručeného vzájemného zničení se jaderné zbraně používají jen jako prostředek odstrašení a je snaha o jejich regulaci, například Smlouvou o nešíření jaderných zbraní.
Kromě strategických jaderných zbraních pro jadernou válku se rozlišují taktické jaderné zbraně s menší ničivou silou a menším dosahem, které jsou určené k případnému užití v konvenční válce.

## Historie

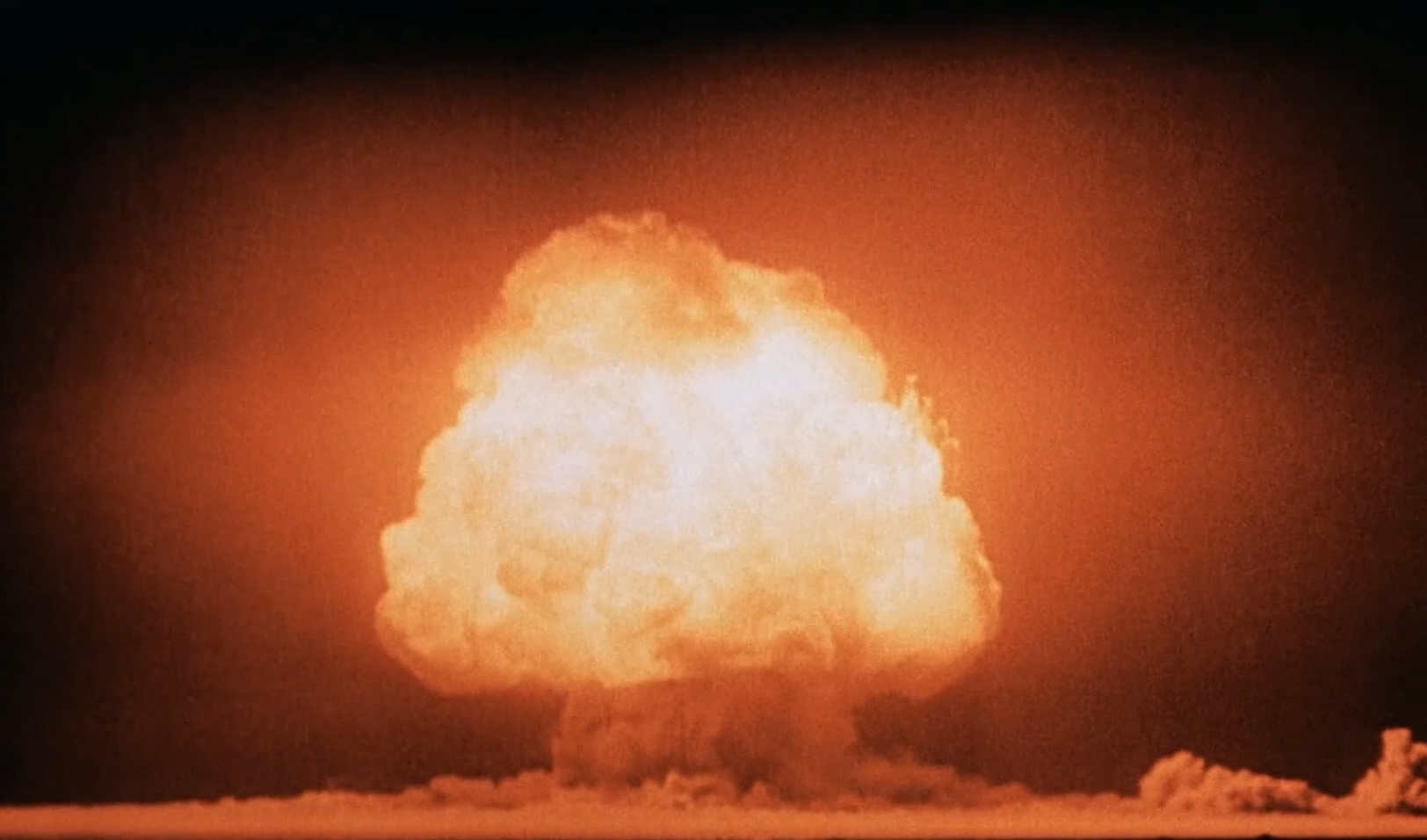
Test Trinity Projektu Manhattan byl první detonací jaderné zbraně a vedl J. Roberta Oppenheimera k citaci veršů hinduistického textu: „Když zář tisíců sluncí vybuchne na obloze, bude to jak nádhera toho nejmocnějšího. Stávám se smrtí, ničitelem světů.“

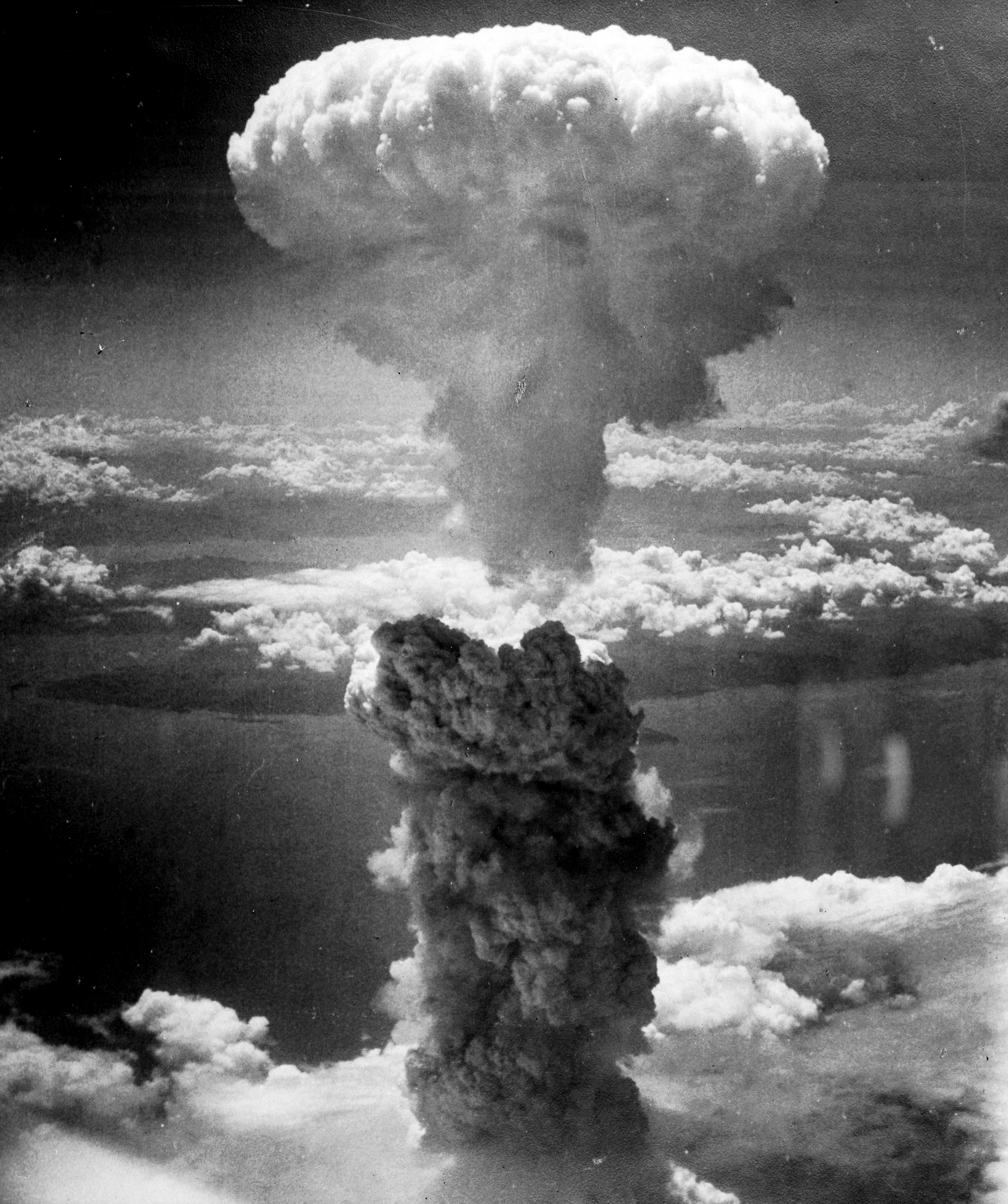
Hřibovitý mrak po výbuchu atomové bomby svržené 9. srpna 1945 na Nagasaki

Počty jaderných zbraní USA a SSSR.

Jaderná bomba byla poprvé vyvinuta ve Spojených státech v rámci vojenského projektu Manhattan. Základní výzkum probíhal v laboratořích v Los Alamos za vedení Roberta Juliuse Oppenheimera. Výsledkem projektu byl první pokusný jaderný výbuch, který proběhl 16. července 1945 v poušti White Sands poblíž města Alamogordo.
Další vyrobené bomby Little Boy a Fat Man byly o několik týdnů později svrženy z bombardérů B-29 na japonská města Hirošimu a Nagasaki. Letoun B-29 Enola Gay svrhl 6. srpna 1945 v 8:16 na Hirošimu uranovou jadernou pumu s ekvivalentem mezi 13 a 18 kilotunami TNT. Letoun B-29 Bock's Car svrhl 9. srpna 1945 v 11:02 plutoniovou bombu na Nagasaki. Obě pumy zabily okamžitě zhruba 130 000 lidí[zdroj?]. Dalších 100 000 umíralo na následky výbuchu v dalších měsících a letech, postiženy byly i další generace. Tyto dva výbuchy dosud představují jediné použití jaderných zbraní proti civilistům či v ozbrojeném konfliktu obecně.
Druhou atomovou mocností se v roce 1949 stal Sovětský svaz výbuchem zařízení RDS-1 označováno na západě jako Joe-1. V té době Američané sovětský jaderný vývoj tajně zkoumali projektem Mogul. Sovětská první atomová bomba byla de-facto značně okopírovaná americká implozivní plutoniová bomba, jejíž plány SSSR získal díky špionážní práci jaderného fyzika Klause Fuchse podílejícího se na projektu Manhattan. Jím předané materiály podstatně urychlily práce na jejím sestrojení. Další vývoj jaderných zbraní vedl akademik Igor Kurčatov a Andrej Dmitrijevič Sacharov.
První vodíkovou pumu otestovaly USA 1. prosince 1952. Sovětská následovala 12. srpna 1953. Byl tu však roky utajovaný rozdíl: Zatímco ta americká používala tekutý vodík a celé zařízení pak mělo velikost menšího domu, na sovětské byl použit lithiumdeuterid, což je pevná látka. Sovětská tedy byla, na rozdíl od americké, připravena k vojenskému nasazení.
Zejména pozdní 50. a raná 60. léta byla obdobím horečného testování jaderných zbraní obou supervelmocí, v rámci jejich závodů ve zbrojení. Sovětský svaz v roce 1961 otestoval největší jadernou bombu v historii (car-bomba, rusky: Царь-бомба). Podle původních plánů měla být třífázová (z toho dvě fáze byly vodíkové), s celkovou silou přes 100 Mt. Od původních plánů se však ustoupilo a třetí fáze (kde měl být U238) byla při experimentálním výbuchu nahrazena olovem. Výbuch car-bomby zjitřil na mezinárodní scéně napětí. Nikita Sergejevič Chruščov byl obviněn z ohrožování životního prostředí a lidstva jako takového. Monstrózně velké jaderné bomby se postupem času ukázaly jako vojensky obtížně použitelné (např. v Rusku bylo jen velmi omezené množství cílů, na které by bylo možné rozumně takovou zbraň použít, rozsah zničení brání vlastní armádě v obsazení území protivníka...) a tak pumy extrémní velikosti na mezikontinentálních balistických střelách postupně nahradily multihlavice s několika menšími, samostatně naváděnými jadernými hlavicemi. Fyzické zmenšení dále umožnilo použití jaderných raket na strategických ponorkách. Také nebezpečně vzrostl počet menších, tzv. taktických zbraní, které, ačkoliv bylo jejich použití vázáno na rozkaz ústředí, byly k dispozici armádním složkám na nižším stupni velení. V 70. letech došlo k řadě diplomatických dohod o omezení atomových zbraní (SALT), následující desetiletí se nese ve znamení jaderného odzbrojování, zejména v éře Michaila Gorbačova a Ronalda Reagana. Obratem byla jejich schůzka v roce 1986 v Reykjavíku, kdy Reagan trval na SDI. 24. října 1990 Sovětský svaz provedl poslední jaderný pokus, po kterém upustil od testování jaderných zbraní. Spojené státy (24. září 1996) a další země se přidaly později. V 90. letech byly podepsány smlouvy START I a II, v roce 2010 pak v Praze START III.

## Státy vlastnící jaderné zbraně
V průběhu 20. století se jadernou zbraň podařilo vyrobit Spojeným státům americkým, Sovětskému svazu, Velké Británii, Francii, Číně, Indii a Pákistánu. Dále vlastní jaderné zbraně Severní Korea, která jejich vlastnictví oznámila 10. února 2005. Izrael vlastnictví jaderné zbraně nikdy nepotvrdil ani oficiálně nepřiznal. Dodnes se přesně neví, v jakou chvíli se Izraeli podařilo sestrojit první jadernou zbraň. Některé zdroje uvádějí, že Izrael vlastnil jaderné zbraně už v době Šestidenní a Jomkipurské války. Izrael svůj jaderný program tajil i před Spojenými státy. To se změnilo 5. října 1986, kdy v britských novinách The Sunday Times vyšel článek o historii a kapacitách izraelského jaderného programu. Zdrojem informací byl izraelský jaderný technik Mordechaj Vanunu.
O výrobu jaderné zbraně se v minulosti pokoušely i další státy. Na počátku 21. století byl z výroby jaderných zbraní obviňován Írán. Některé země svůj jaderný program zastavily či zrušily na základě smlouvy o nešíření jaderných zbraní. Jedná se o Jihoafrickou republiku a po rozpadu Sovětského svazu to bylo Bělorusko, Kazachstán a Ukrajina.
Jaderné zbraně představovaly hlavní odstrašující prostředek studené války, stejně jako dualistického pojetí světa dvou soupeřících supervelmocí a jejich vzájemně zaručeného zničení. V roce 2024 vlastnily Spojené státy a Rusko 90 % všech jaderných zbraní.

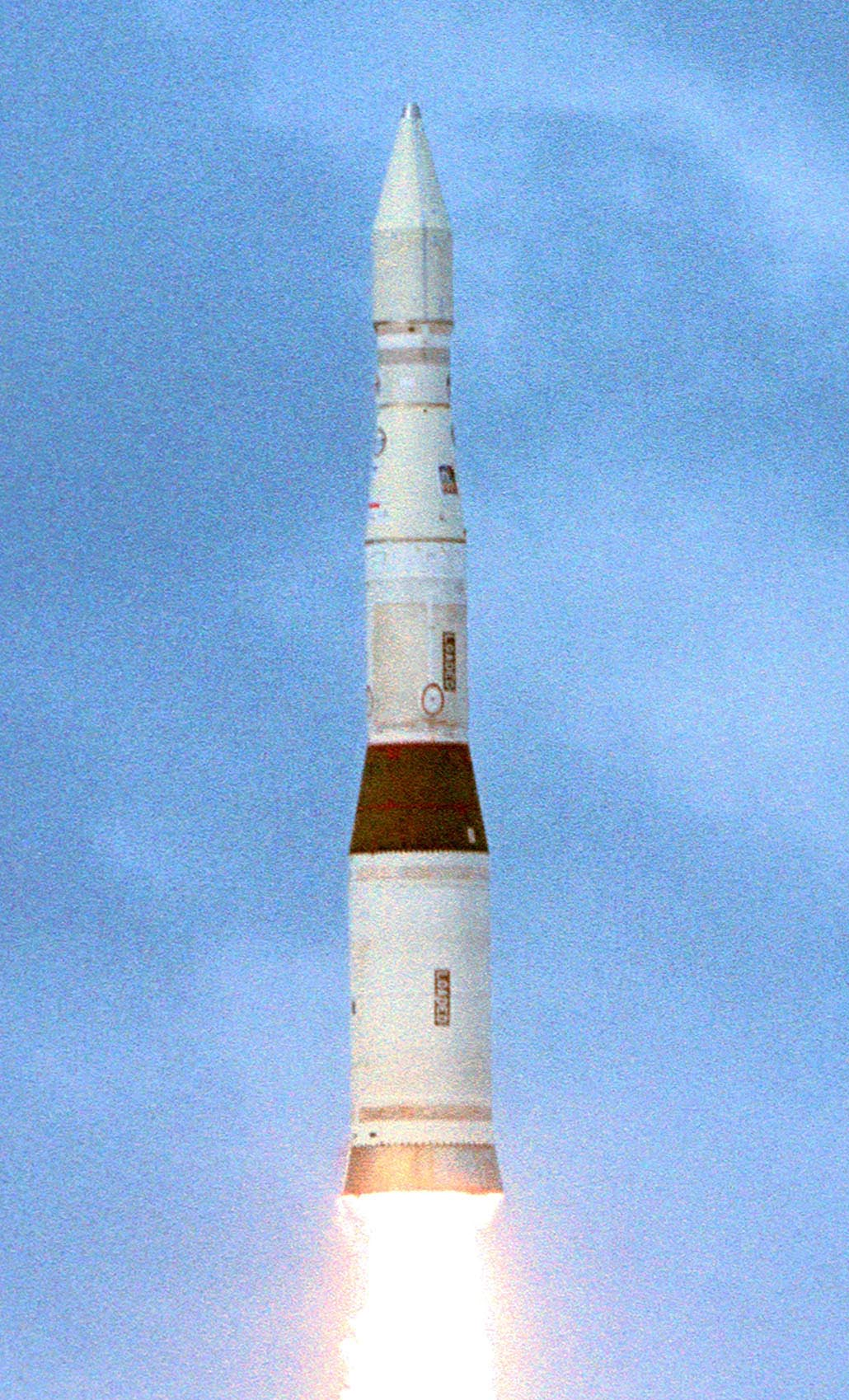
Americká mezikontinentální jaderná raketa Minuteman
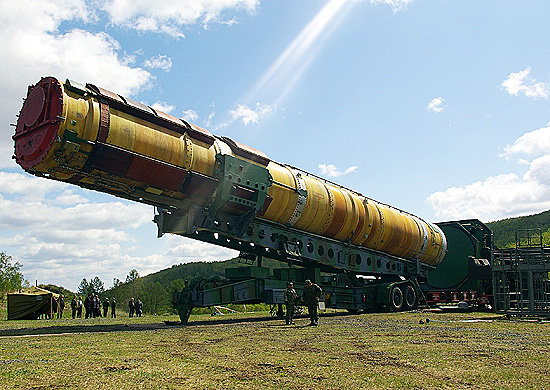
Ruská mezikontinentální jaderná raketa R-36
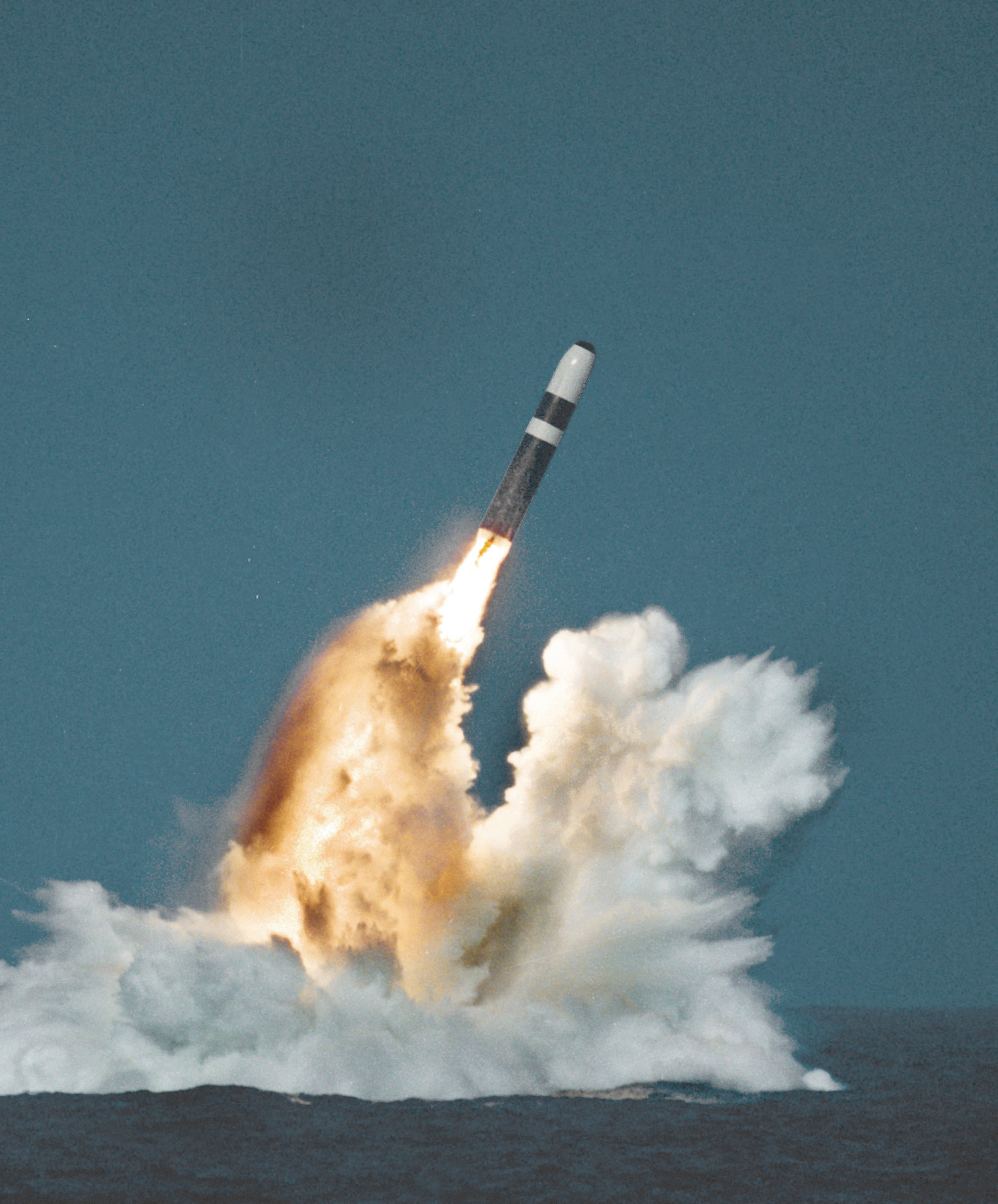
Britská námořní jaderná raketa Trident
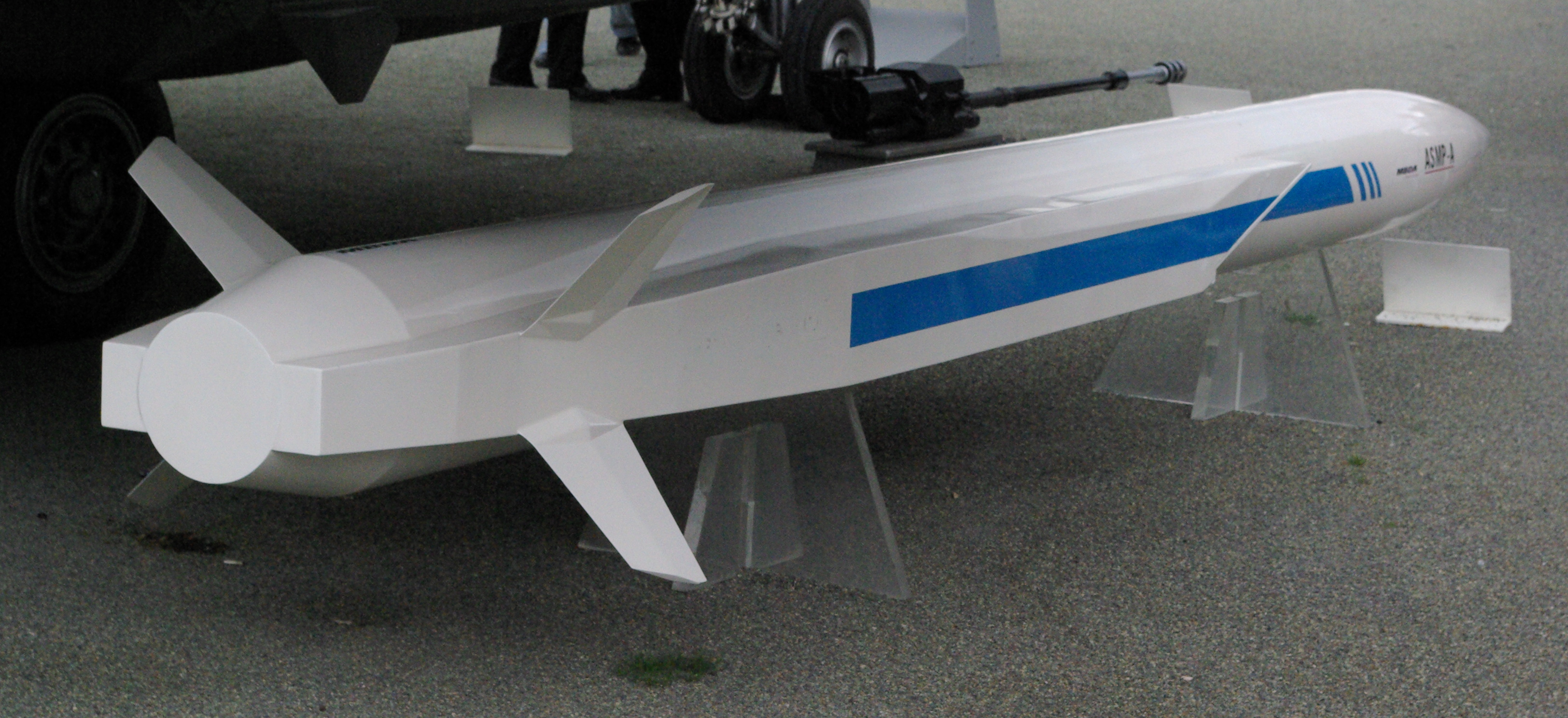
Francouzská jaderná raketa ASMP pro letouny Mirage a Rafale
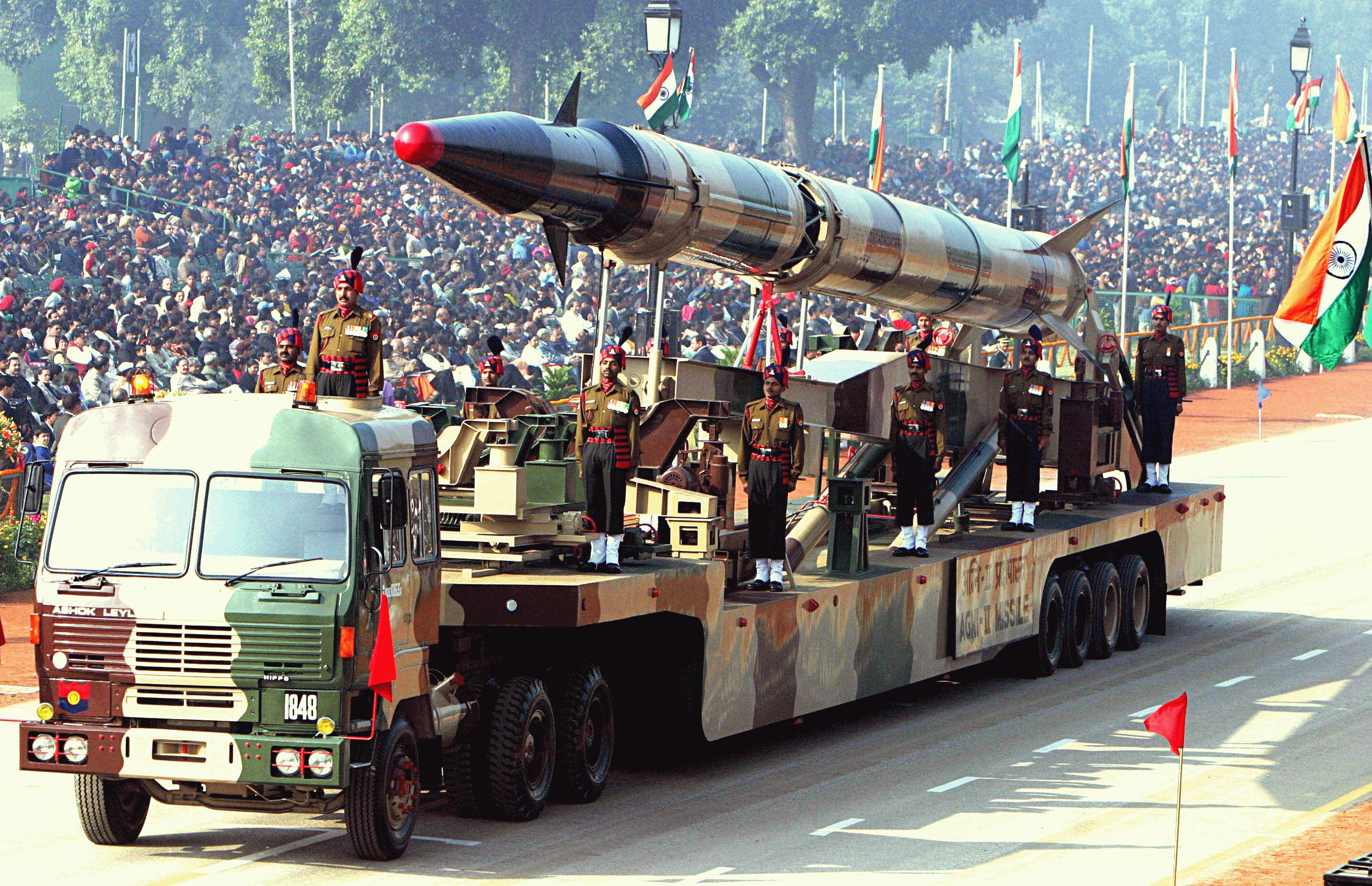
Indická jaderná raketa Agni-II

## Princip

Princip činnosti

Princip činnosti implozní pumy

Principem je vytvoření kritického stavu. To znamená, že je v přítomném materiálu takové množství neutronů, že další nárazy do jader štěpí další materiál za současného uvolnění dalších neutronů.
Nejjednodušší štěpná jaderná bomba, tzv. dělového typu, se skládá ze dvou oddělených podkritických množství štěpného materiálu (jednotlivé části neuvolňují při rozpadu dostatečný počet neutronů nutných ke štěpné reakci), která se při spojení dostanou do nadkritického stavu - uvolněná množství neutronů se v menším objemu sečtou (materiálu jsou typicky jednotky kilogramů). Materiál je proti sobě vystřelen a stlačen explozí klasické výbušniny. Síla výbuchu zajistí, že obě části od sebe nebudou během prvních několika milisekund odhozeny teplem počínající řetězové reakce a tlakem vylétajících neutronů. V nadkritickém stavu štěpného materiálu je pak nastartována řetězová reakce, která uvolní velké množství různých druhů energie.
Nejpoužívanějším typem dnes je implozní puma (první tohoto typu byl Fat Man, shozený na Nagasaki, se silou výbuchu 21 kt). Liší se jednak tím, že zde bývá obvykle použito plutonium namísto uranu 235 a hlavně principem, jakým je dosaženo nadkritického stavu. Po výbuchu konvenční trhaviny (sestava pomalé a rychlé trhaviny) je podkritická konfigurace plutonia stlačena do malého objemu a dosáhne se tak nadkritického stavu (za povšimnutí stojí, že se množství jaderného materiálu nezmění, na čemž je možné demonstrovat, že tradovaná představa spojování několika menších množství není správně chápána). Výbuch konvenční trhaviny zároveň udrží masu plutonia u sebe po potřebnou dobu, řetězová reakce může do doby rozmetání materiálu probíhat déle, čímž se uvolní větší množství energie (rychlý průběh jaderného výbuchu by jinak příliš rychle rozmetal masu plutonia a rozptýlil by ji z kritického stavu).
Uvnitř jaderné zbraně implozního typu je zdroj neutronů, tzv. jaderná roznětka, to je inicializační neutronový zářič, který je sám o sobě poměrně těžko štěpitelný v řetězové reakci, avšak uvolňuje značné množství neutronů pro další štěpení, které ve vhodném okamžiku přispěje k zahájení řetězové reakce. Dále bývá puma vylepšena vnějším pláštěm z odražeče neutronů, tzv. neutronového zrcadla (z Fe, nebo lépe Be). Neutrony jsou takto vraceny zpět do štěpné reakce, zahušťují neutronový mrak v materiálu. Konfigurace je výhodná tím, že postačuje daleko menší množství štěpného materiálu, což jednak snižuje zčásti nároky na výrobu dostatečného množství jaderného materiálu, jednak umožňuje dosažení menších rozměrů zařízení (např. dělové jaderné granáty, nebo přenosné miny ). K dosažení správné konfigurace takovéhoto typu jsou však nutné špičkové znalosti z oblasti trhavin - jinak nedojde ke stlačení a udržení ve vhodném tvaru, ale k rozmetání a to včetně zrcadla. Další překážkou je výroba samotných dílů štěpného materiálu - díly nelze vyrobit třískovým obráběním z větších kusů, plutonium je navíc snadno zápalné a jedovaté.
Výbuch jaderné zbraně odpovídá od několika stovek (nejmenší nálože - např. viz Davy Crockett) až miliónům tun klasické výbušniny TNT (největší známá odpálená bomba byla ekvivalentní 57 Mt TNT (Car-bomba).
Pro účely postupu útočících vojsk byl rovněž vyvinut a otestován typ zbraně označovaný jako neutronová bomba. Ta má konstrukci upravenou tak, aby bylo dosaženo co největší emise neutronového záření a tím likvidace živé síly nepřítele bez rozsáhlých materiálních škod. Výbušná síla takové bomby je nižší a má zpravidla i nižší spad (jednak je tak konstruovaná a je také určená ke vzdušnému výbuchu), ale neutronové záření má větší intenzitu a tím větší zasaženou oblast a vážnější dopad na živé organismy v zasažené oblasti.

## Energie uvolněná atomovým výbuchem
Energie uvolněná atomovým výbuchem se vytváří podle známého vzorce E=m*c2 a přemění se tak řádově procenta hmotnosti štěpného materiálu. Z místa výbuchu je přenášena zhruba následovně:
- tlaková vlna — 40–60 % celkové uvolněné energie
- tepelné záření — 30–50 % celkové uvolněné energie
- ionizující záření — 5 % celkové uvolněné energie
- radioaktivní látky — 5–10 % celkové uvolněné energie
- elektromagnetický impuls

Zatímco první tři typy energie jsou vyzářeny okamžitě, část radioaktivního záření je uvolněna postupně, ve formě radioaktivního spadu. Ten je tvořen jednak zbytky samotné pumy, jednak následně ozářeným materiálem okolí výbuchu, rozprášeným výbuchem po okolí. Mrak radioaktivního spadu je v nebezpečné koncentraci nesen a ukládán zpět na zem až stovky kilometrů. U největších výbuchů byl tento mrak v podobě zvýšené radiace pozadí zaznamenán po celé zeměkouli. Tvoří tak, mimo jiné, indikátor jaderných testů.
Dalšími indikátory jaderných testů jsou částicové záblesky, elektromagnetický puls a také seismická aktivita.

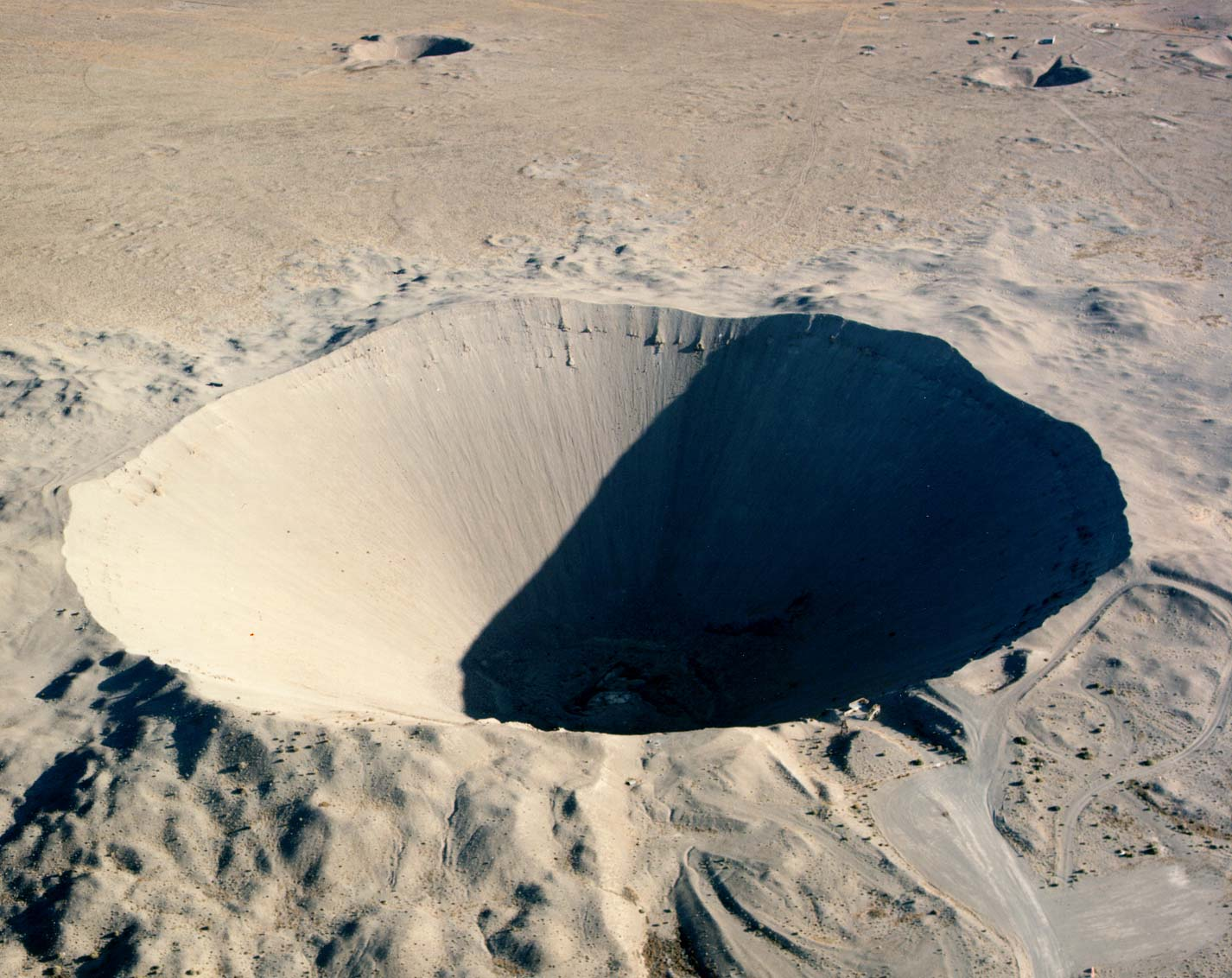
Roku 1962 vznikl při testu 104 kt bomby sto metrů hluboký kráter

Celkové množství energie uvolněné jaderným výbuchem je závislé na typu bomby. Většina energie je uvolněna ve formě tlakové vlny a tepelného záření. Ionizující záření je silně absorbováno vzduchem a tedy je nebezpečné pouze v kratší vzdálenosti od výbuchu. Tepelné záření je tlumeno se vzdáleností od epicentra pomaleji a tedy způsobuje největší škody u větších bomb. U jaderné bomby shozené na Hirošimu (explodovala ve výšce 550 m) byla teplota v epicentru přibližně 4 000 K (povrch slunce má teplotu 5 000 K), na několik sekund byla dosažena teplota asi půl milionu K, na velmi malou dobu (v řádu několika milisekund) i několik (desítek) milionů K.
Co odlišuje jadernou zbraň od klasických (chemických) výbušnin, je přítomnost elektromagnetického impulsu, ionizujícího záření, hlavně uvolnění množství radioaktivních látek a radioaktivní spad. Ačkoliv procentuální zastoupení radioaktivity na celkově uvolněné energii není velké, dávka záření, které jsou oběti atomového útoku vystaveny, má devastující účinky na jejich zdraví (včetně zdraví jejich případných potomků).

## Jaderné zbraně a mezinárodní humanitární právo

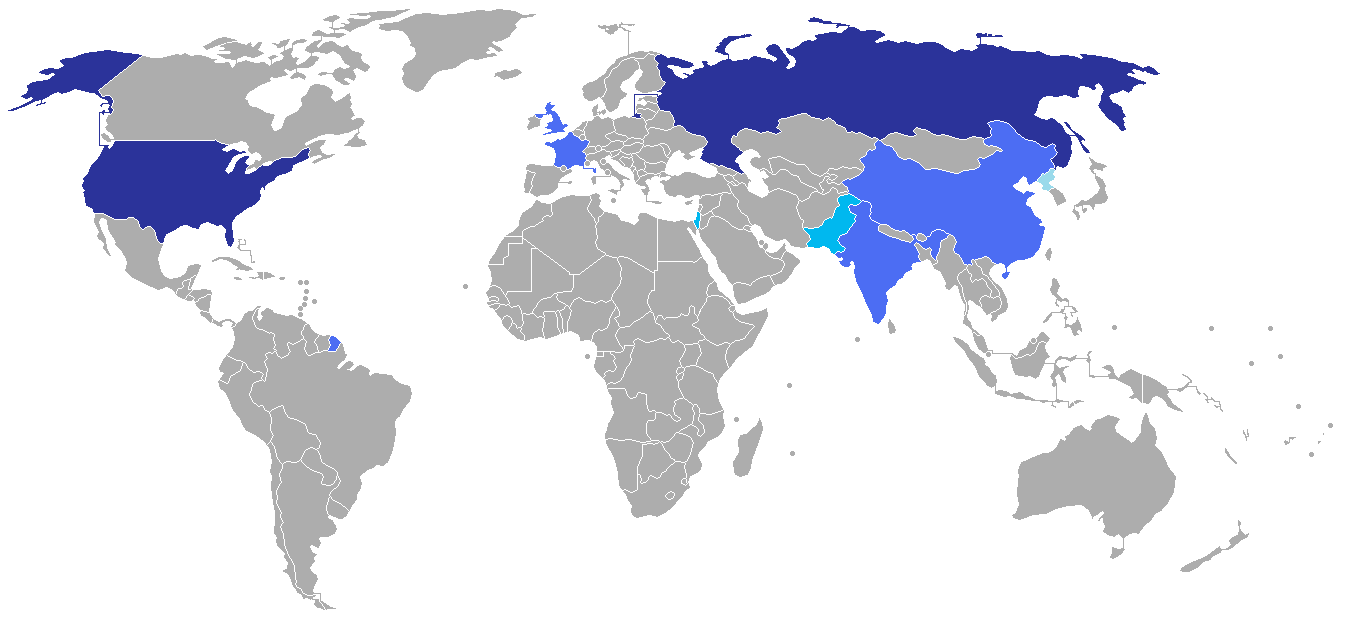
Jaderné velmoci

Téměř současně s prvním použitím jaderných zbraní se začalo diskutovat o slučitelnosti s normami mezinárodního humanitárního práva (válečného práva). Červený kříž od počátku zastával názor, že jejich použití pravidlům pro vedení válek odporuje (toto stanovisko je opakovaně podporováno rezolucemi Mezinárodních konferencí ČK či jeho Rady delegátů), a to zejména tzv. zásadě rozlišování.
Významným se stal posudek Mezinárodního soudního dvora "Legalita hrozby nebo použití jaderných zbraní" (1996), který byl zpracován na základě požadavku Valného shromáždění OSN a Světové zdravotnické organizace. Mezinárodní soudní dvůr zjistil, že eventuální použití jaderných zbraní podléhá pravidlům mezinárodního humanitárního práva. Dále konstatoval, že jejich ničivé účinky "nemohou být omezeny v prostoru ani v čase" a nalezl, že jejich případné použití by "obecně odporovalo pravidlům mezinárodního práva aplikovatelného v ozbrojených konfliktech, zejména principům a pravidlům práva humanitárního" (nedal však odpověď např. na otázku, zda by použití jaderných zbraní bylo přípustné např. jako represálie v reakci na použití těchto zbraní druhou stranou ozbrojeného konfliktu, pokud by přitom byla dodržena pravidla humanitárního práva).
Teprve v roce 2017 byla na půdě OSN sjednána Smlouva o zákazu jaderných zbraní, a to 122 hlasy, která svým smluvním stranám zakazuje nejen použití, ale i vlastnictví těchto zbraní. Nicméně jaderné mocnosti ani jejich spojenci (vč. České republiky) příjetí smlouvy nepodpořily a dosud nejsou ani mezi jejími signatáři; z evropských zemí jsou smluvní stranou (2020) jen Irsko, Lichtenštejnsko, Rakousko a Svatý stolec.